# Walter Carlé
Walter Eduard Hermann Carlé (Stuttgart, 23 de junio de 1912-Sillenbuch, 12 de septiembre de 1996) fue un geólogo alemán.

## Vida y obra
Estudió primero en Stuttgart botánica y geología, luego en 1932 continuó en Kiel e inmediatamente después en Berlín con Hans Stille; se doctoró con un trabajo sobre la tectónica del macizo del Harz. En los años 1936 y 1937 fue asistente de Roland Brinkmann en el Geologische Staatsinstitut de Hamburgo. Entre 1938 y 1940 trabajó para una compañía minera alemano-española en Galitzia, y entre 1940 y 1941 fue empleado científico del Reichsstelle für Bodenforschung. A partir de 1946 formó parte de la división de geología del Württembergisches Statistisches Landesamt. Desde 1970 hasta su jubilación en 1975 fue director de la filial en Stuttgart del Geologischen Landesamts Baden-Württemberg. Además, desde 1949 fue encargado en la Universidad de Stuttgart, desde 1953 profesor; en 1955 consiguió la habilitación con el trabajo Bau und Entwicklung der Süddeutschen Großscholle. Desde 1960 fue profesor numerario.
Trabajó especialmente en hidrogeología de aguas minerales. Participó en la elaboración del mapa hidrogeológico escala 1:500 000 de Alemania. También realizó trabajos sobre la historia de la geología.
En 1983 recibió la medalla Hans Stille. Fue miembro honorífico de la Oberrheinischer Geologischer Verein, y entre 1974 y 1977, presidente de la Gesellschaft für Naturkunde de Wurtemberg.